# Comuna Hluhî, Stara Vîjivka
Hluhî (în ucraineană Глухи) este o comună în raionul Stara Vîjivka, regiunea Volînia, Ucraina, formată din satele Hluhî (reședința) și Teklea.

## Demografie
Componența lingvistică a satului Hluhî
     Ucraineană (99,58%)
     Alte limbi (0,42%)
Conform recensământului din 2001, majoritatea populației satului Hluhî era vorbitoare de ucraineană (99,58%), existând în minoritate și vorbitori de alte limbi.